# Mount Nicholson (berg i Hongkong)
Mount Nicholson är ett berg i Hongkong (Kina). Det ligger i den centrala delen av Hongkong. Toppen på Mount Nicholson är 430 meter över havet, eller 175 meter över den omgivande terrängen. Bredden vid basen är 2,2 km. Mount Nicholson ingår i The Twins.
Terrängen runt Mount Nicholson är huvudsakligen kuperad, men söderut är den platt. Havet är nära Mount Nicholson åt sydväst.  Centrala Hongkong ligger 4,0 km nordväst om Mount Nicholson. I omgivningarna runt Mount Nicholson växer i huvudsak städsegrön lövskog.